# Polizia nazionale afghana
La polizia nazionale afghana (ANP; pashto: د افغانستان ملي پولیس; in persiano پلیس ملی افغانستان‎) era la forza di polizia nazionale della Repubblica Islamica dell'Afghanistan, che fungeva da unica agenzia civile di applicazione della legge in tutto il paese (vi erano poi le forze armate afghane). L'agenzia era sotto la responsabilità del ministero degli interni afghano. L'ANP contava 116.000 membri a dicembre 2018.
La polizia afghana affonda le sue radici all'inizio del XVIII secolo, quando a Kandahar si stabilì la dinastia Hotak, seguita dall'ascesa al potere di Ahmad Shah Durrani. Le forze di polizia vennero gradualmente modernizzate dopo il 1880, quando l'emiro Abdur Rahman Khan stabilì relazioni diplomatiche con l'India britannica. Negli anni '80 iniziò a ricevere addestramento e attrezzature dall'ex Unione Sovietica, dopo l'invasione sovietica dell'Afghanistan. L'ANP della Repubblica Islamica è stato istituito dopo la rimozione del regime talebano alla fine del 2001, durante la guerra in Afghanistan.
Diverse agenzie governative degli Stati Uniti, nonché la Bundespolizei tedesca e il MDP del Regno Unito fornirono la maggior parte della formazione iniziale. Nel 2007 la missione guidata dall'Unione Europea (EUPOL Afghanistan) era a capo della polizia civile nell'area di Kabule nel 2005 gli Stati Uniti istituirono programmi di formazione in tutte le province dell'Afghanistan. Dal 2009, la polizia nazionale afghana iniziò a ricevere una formazione avanzata dalle forze NATO impegnate nell'Operazione Sostegno Risoluto.
La forza di polizia è stata de facto sciolta in seguito alla presa del potere da parte dei Talebani nell'agosto 2021.

## Storia

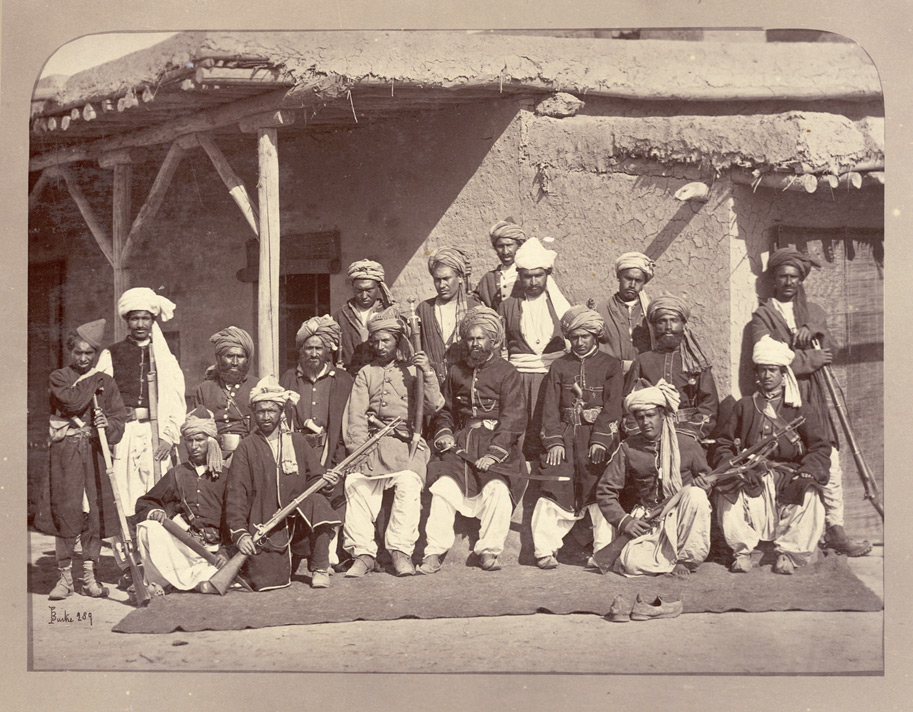
Membri della polizia locale afghana nel 1879, che sono storicamente conosciuti come membri degli Arbaki, che sono l'equivalente degli sceriffi di contea negli Stati Uniti.

La forza di polizia afghana ha le sue origini negli imperi Hotak e Durrani all'inizio del XVIII secolo e nel corso dei secoli è stata modernizzata. Negli anni Cinquanta un gruppo di ufficiali dell'esercito fu riassegnato alle forze di polizia per sviluppare un nuovo quadro e modernizzare l'organizzazione della polizia. E all'inizio degli anni '60 cinque dei migliori studenti di polizia dell'Accademia di polizia di Kabul furono mandati a Monaco di Baviera, in Germania, per ottenere il loro master in criminologia e lavoro di polizia. L'agenzia divenne più forte durante l'occupazione sovietica degli anni '80 fino a quando Kabul cadde nel 1992 sotto gli insorti. Il paese a quel punto precipitò nella guerra civile e poi cadde sotto il regime talebano, che impose un sistema giudiziario primitivo e barbaro.

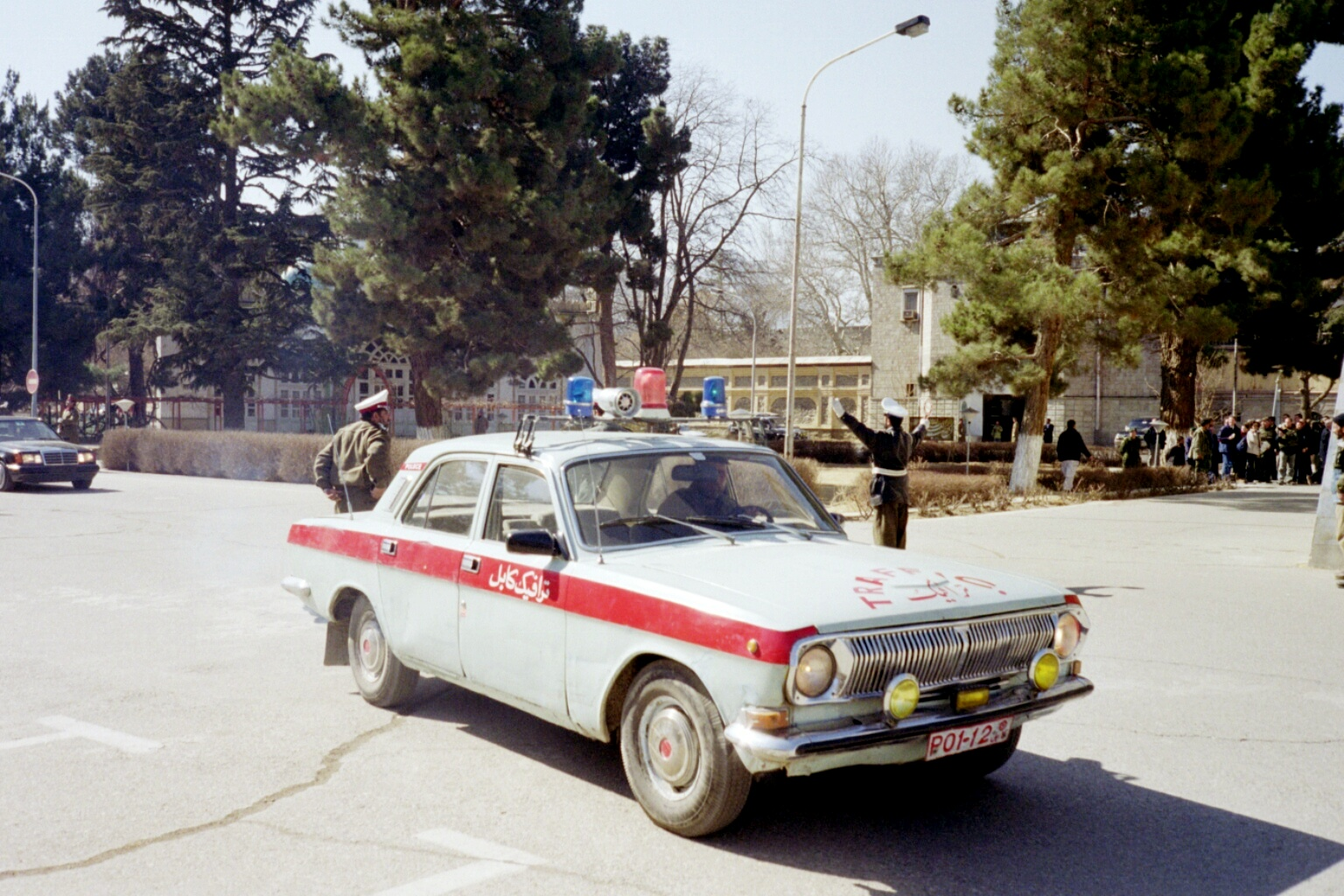
Un vecchio veicolo sovietico GAZ-24 (Volga) della polizia stradale di Kabul.

Dopo il crollo del governo talebano alla fine del 2001, nella nazione c'era poco di somigliante a un dipartimento di polizia funzionante, poiché le milizie armate private dei signori della guerra avevano rapidamente riempito il vuoto lasciato dalla mancanza di governo centrale. Il ministero dell'Interno di Kabul, sotto il nuovo governo Karzai della Repubblica islamica dell'Afghanistan, esercitava uno scarso controllo sulle strutture di polizia provinciale e non era in grado di proteggere efficacemente le province remote. La maggior parte di questi problemi iniziò dopo la caduta di Kabul nel 1992, quando il governo di Najibullah andò in pezzi e il paese entrò nell'anarchia e nel caos. Tradizionalmente, gli agenti di polizia erano mal pagati, reclutati o arruolati dalle classi più povere della società e spesso disprezzati dalle comunità che servivano. Ad aggravare questi fattori, oltre due decenni di disordini avevano anche portato a un tasso di analfabetismo stimato in modo prudente a oltre il 70% per le reclute della polizia.
Sebbene i primi sforzi avessero formato 35.000 ufficiali nelle scuole di reclutamento di base durante il 2003 e il 2004, questa formazione era insufficiente per rafforzare le strutture e i livelli di comando senior necessari per creare una forza di polizia efficace. La Germania, in quanto nazione guida per la polizia ai sensi dell'accordo Bonn II, concentrò i suoi sforzi sulla creazione dell'Accademia di polizia di Kabul e definì il progetto a lungo raggio per la ristrutturazione dei servizi di polizia. Fatta eccezione per la provincia di Kunduz, che aveva una squadra di ricostruzione provinciale (PRT), il programma della Germania aveva solo una portata limitata nelle province. Poiché l'attività dell'International Narcotics and Law Enforcement Affairs Bureau (INL) del Dipartimento di Stato degli Stati Uniti in questo momento era limitata in termini di risorse e portata, i Dipartimenti di Stato e Difesa degli Stati Uniti, nel 2005, decisero di spostare l'attuazione del programma di formazione e equipaggiamento della polizia all'Office of Security Cooperation-Afghanistan (OSC-A), sotto l'autorità del Comandante Generale, Comando delle Forze Combinate (CFC-A). Nel 2006, l'OSC-A diventò il Combined Security Transition Command - Afghanistan (CSTC-A) mantenendo la missione OSC-A.

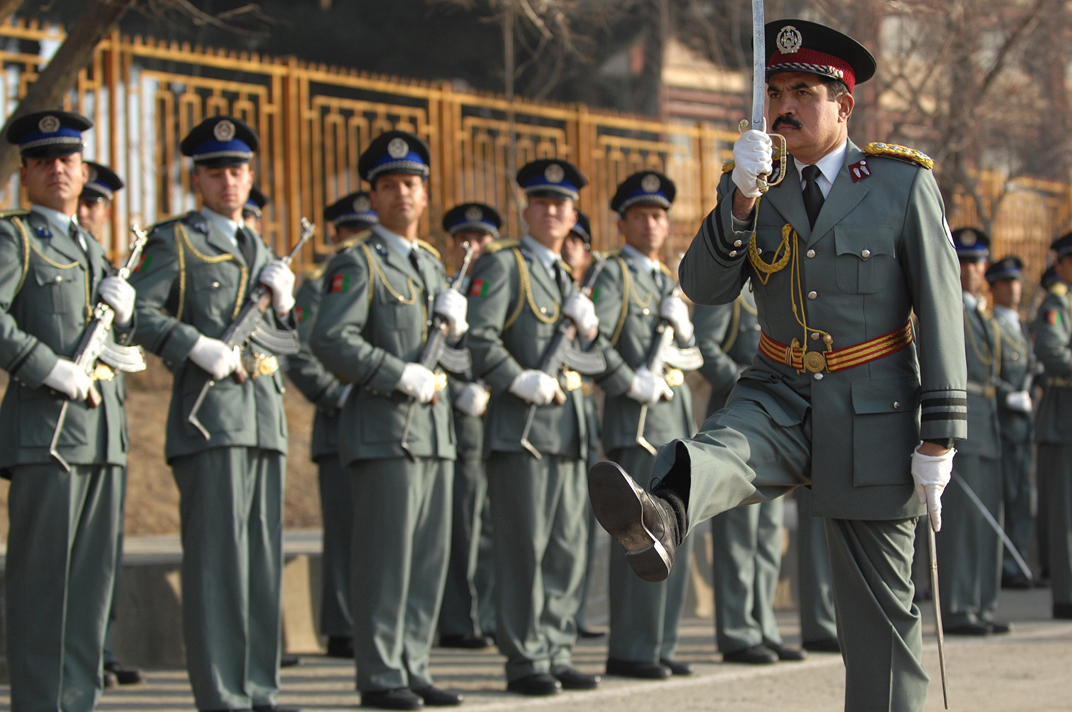
Il comandante dell'ANP in marcia per salutare illustri visitatori presso l'Accademia nazionale di polizia afghana (ANPA) nel 2010.

Le modifiche del 2005 portarono a un maggiore impulso all'attuazione di programmi di riforma significativi, in particolare la riforma dei livelli di personale più elevati presso il Ministero dell'Interno, il posizionamento di tutor di polizia in tutto il paese, aumenti salariali sostanziali nel piano salariale della polizia e un imminente, completo ristrutturazione del sistema del libro paga della polizia. Venne inoltre intrapresa una rivalutazione a livello nazionale delle infrastrutture e delle attrezzature necessarie, seguita dalla distribuzione di armi, munizioni, veicoli e mobili per uffici / dormitori di fondamentale importanza.

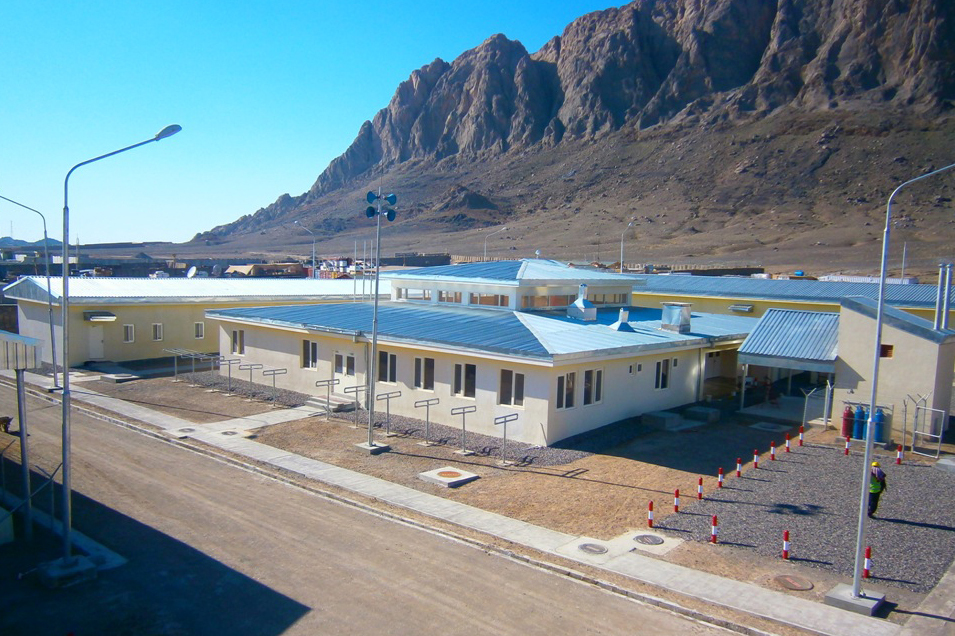
Sede dell'ANP a Panjwayi, provincia di Kandahar.

Alla fine degli anni 2000 il numero di ufficiali dell'ANP uccisi nell'esercizio del servizio aumentò notevolmente, con oltre 1.600 ufficiali uccisi negli anni 2008 e 2009. Entro il 2012, i funzionari afghani stimarono che circa 200 agenti di polizia venivano uccisi ogni mese durante il servizio, a causa principalmente della guerra in corso contro i talebani.
Allo stesso tempo, i membri dell'ANP venivano accusati di massacri e corruzione. Nel 2012, un poliziotto di Paktia e due di Logar furono arrestati per rapimento di bambini. Confessarono il crimine, mentre uno dei ragazzi rapiti disse: “Ho ricevuto una telefonata dai poliziotti che si sono presentati come miei amici. Mi hanno offerto un passaggio. Ho perso i sensi dopo che mi hanno trascinato in macchina". Nel gennaio 2013, un comandante della polizia nella provincia di Uruzgan fu accusato di aver ucciso 121 persone del luogo, fuggendo successivamente nella provincia di Ghazni.
All'inizio del 2012, il Ministero dell'Interno fornì 300 veicoli blindati alla prima brigata di polizia di frontiera di stanza lungo la linea Durand, nella provincia di Nangarhar. Il Col. Mohammad Ayub Hussainkhel, comandante della terza brigata della polizia di frontiera, dichiarò che "la polizia di frontiera è ora in grado di mantenere una maggiore sicurezza per la linea Durand e di impedire l'infiltrazione di militanti nella provincia dal Pakistan". Nel febbraio 2012, gli Stati Uniti promisero che avrebbero sostenuto il governo dell'Afghanistan per proteggere la sua sovranità e controllare efficacemente i suoi confini. In un incontro del 2012 con il primo ministro danese Helle Thorning-Schmidt a Chicago, il presidente degli Stati Uniti Barack Obama dichiarò: "Ci consulteremo non solo con la Danimarca, ma con gli altri nostri alleati per assicurarci che sia una transizione graduale e sostenuta, dove continuiamo ad aiutare il governo afghano a sostenere la propria sovranità e a controllare efficacemente i suoi confini". Nell'aprile 2013, il Ministero dell'Interno annunciò una strategia per rafforzare e rendere professionale l'ANP con il supporto della comunità internazionale, con l'obiettivo di rendere l'ANP più vicina a una forza di polizia di standard occidentali.

## Struttura

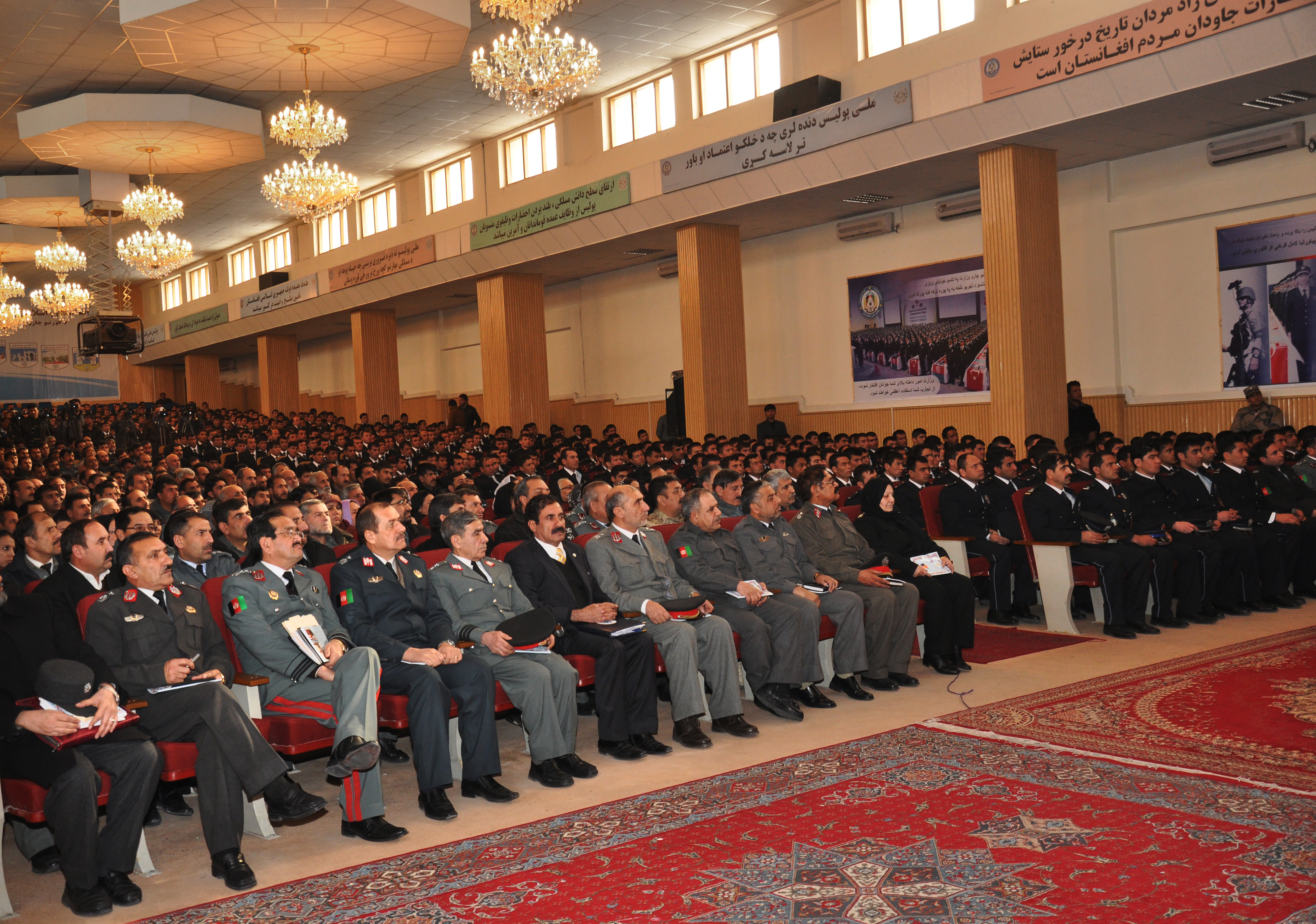
Giorno dell'arruolamento presso il Ministero dell'Interno nel 2012

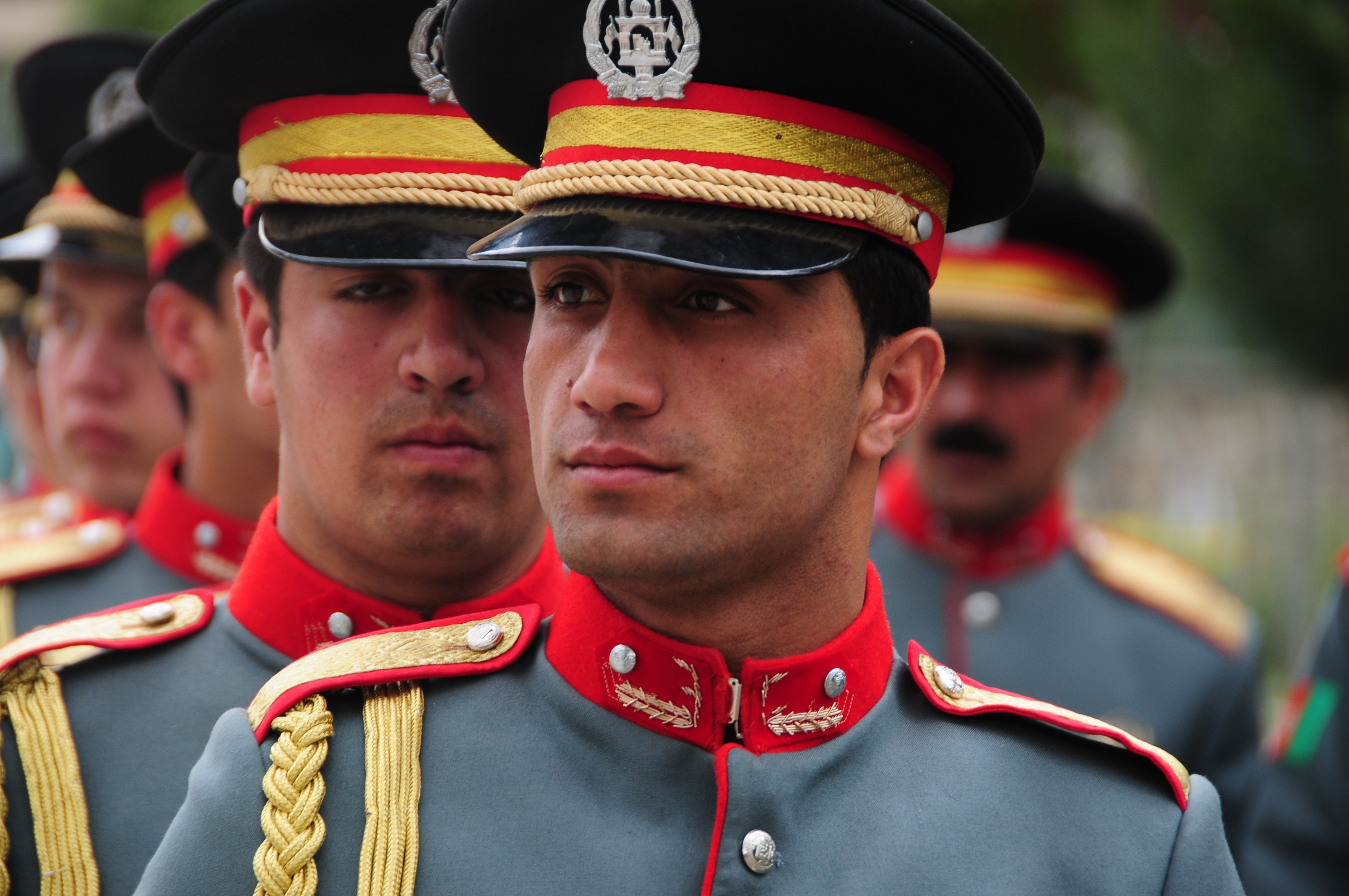
Una guardia d'onore della polizia nazionale afghana dell'ordine civile (ANCOP) in formazione presso il Ministero degli interni, nel 2010.

La polizia nazionale afghana (ANP) ricadeva sotto il controllo e la responsabilità del ministero degli interni afghano, insieme alla polizia antidroga afghana (CNPA) e al dipartimento antiterrorismo. L'ANP era composta dalle seguenti sub-agenzie:
1. Polizia in uniforme afghana
2. Polizia stradale afghana (riorganizzata sotto l'AUP)
3. Polizia di frontiera afghana
4. Dipartimento investigativo criminale
5. Polizia locale afghana (ALP), parte dell'ANP

### Polizia in uniforme
L'Afghan Uniform Police (AUP) era la principale agenzia per l'applicazione della legge civile in Afghanistan. L'ANP era divisa in cinque comandi regionali (nord, sud, est, ovest e centro) e la polizia nazionale afghana dell'ordine civile (ANCOP). Altre forze che ricadevano sotto il comando e il controllo dell'ANP erano i dipartimenti della polizia stradale locale, nonché i vigili del fuoco.

### Polizia stradale
La polizia stradale afghana (AHP) era un sotto-dipartimento della polizia nazionale, successivamente sciolta. La loro responsabilità principale era quella di fornire la sicurezza del traffico e la sicurezza generale dell'autostrada "Ring Road" che collega la maggior parte dei principali centri abitati in Afghanistan. La maggior parte del personale, delle attrezzature e delle strutture che componevano la polizia stradale venne riorganizzata sotto la polizia in uniforme.

### Polizia di frontiera

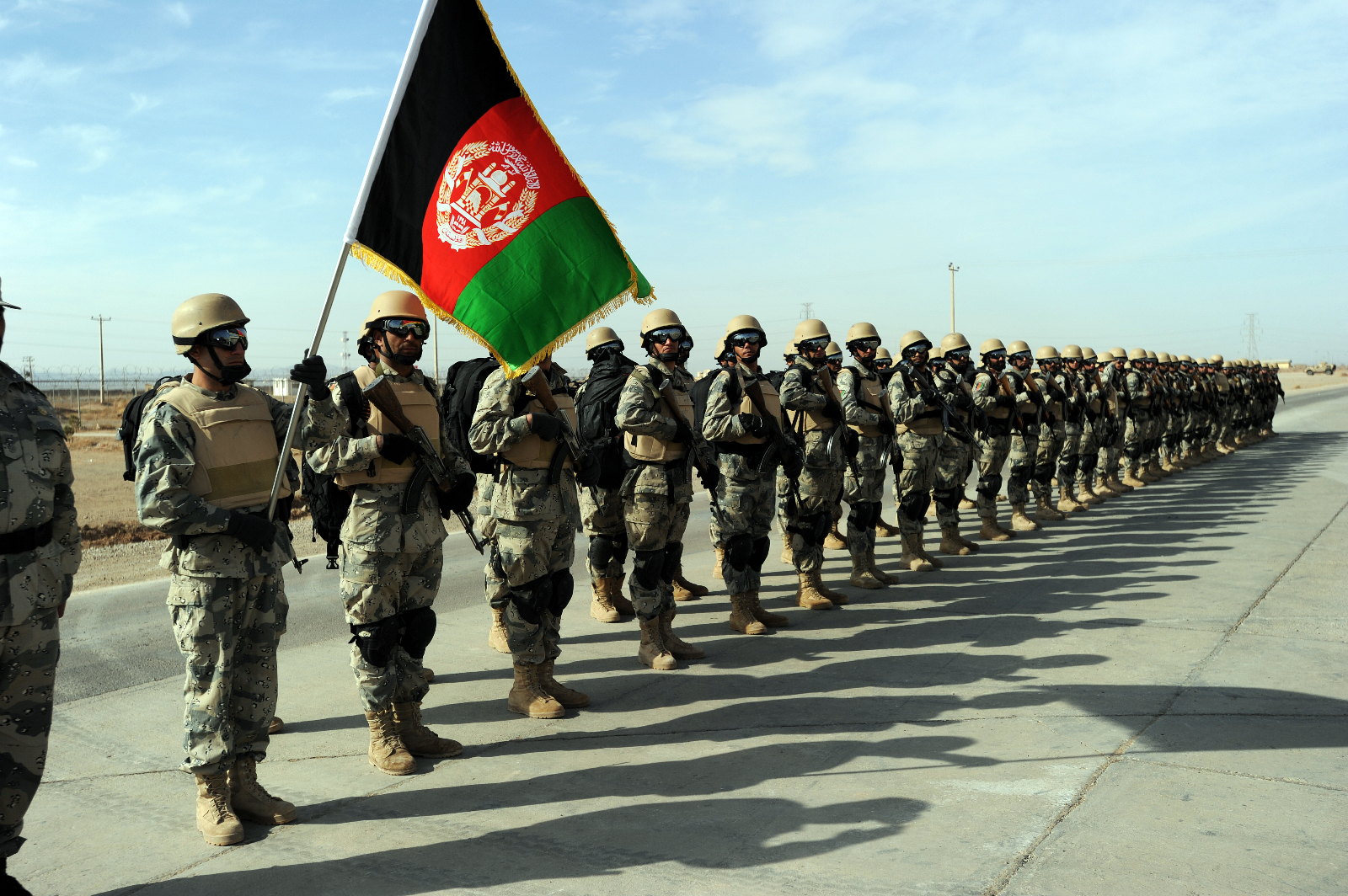
Polizia di frontiera afghana (ABP) a Islam Qala nella provincia occidentale di Herat.

La polizia di frontiera afghana (ABP) era responsabile della protezione di tutti i confini con i paesi vicini e degli aeroporti internazionali dell'Afghanistan, contro l'ingresso illegale di persone e il contrabbando. L'ABP era divisa in sei zone regionali, con sedi a Mazar-i-Sharif, Fayzabad, Jalalabad, Gardez, Kandahar e Herat. A gennaio 2011, c'erano almeno 25 funzionari statunitensi dell'US ICE che fornivano formazione alla polizia di frontiera afghana. Il segretario per la sicurezza interna Janet Napolitano dichiarò che il numero avrebbe potuto raggiungere le 65 o più unità entro la fine del 2011.
I compiti specifici dell'ABP includevano:
- Fornire pattuglie di sicurezza al confine all'interno di una zona di sicurezza che si estendeva per 55 km nel territorio dell'Afghanistan.
- Fornire visti e indagare sulle violazioni dell'immigrazione.
- Stabilire e mantenere i valichi di frontiera, inclusi tutti gli aeroporti internazionali all'interno del paese.
- Fornire sicurezza al perimetro, all'edificio, agli aeromobili ed ai passeggeri degli aeroporti internazionali.
- Arrestare e deportare persone che entravano illegalmente.

### Dipartimento investigativo criminale
Il Dipartimento investigativo criminale (CID) era composto da 4.148 investigatori sparsi in tutta la nazione, la maggioranza a Kabul. Erano incaricati di indagini, procedure forensi sulla scena del crimine, documentazione del crimine e assistenza ad altre agenzie per includere l'assistenza attraverso il laboratorio del crimine ospitato presso il Ministero degli affari interni.

### Distretti di polizia
Vi era un certo numero di distretti di polizia in tutto l'Afghanistan, ad esempio il distretto di polizia 9 copriva circa 24 km2 di Kabul orientale.

## Strutture di formazione e sedi distrettuali

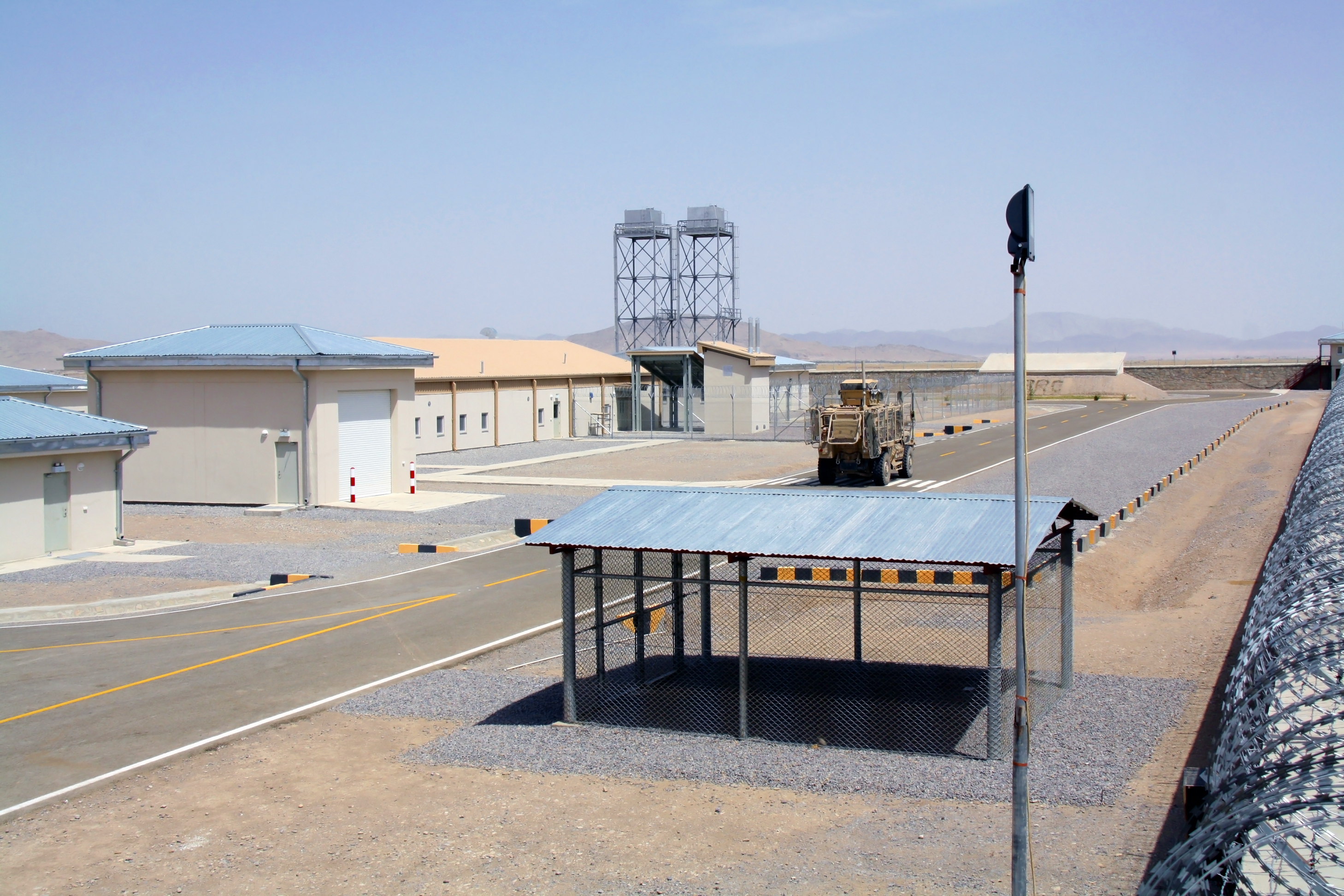
All'interno della guarnigione della ANCOP nella provincia di Kandahar

Il Corpo degli ingegneri dell'esercito degli Stati Uniti costruì quasi 200 moderne stazioni di polizia per la polizia nazionale afghana. Il costo totale del progetto fu di oltre 600 milioni di dollari USA e ogni stazione di polizia costò circa 6 milioni di dollari.
La principale struttura di formazione ANP a Kabul venne stata istituita dalla missione di polizia tedesca e fu successivamente guidata dagli Stati Uniti.
Furono istituite strutture di formazione ANP regionali a:
- Wardak (guidato dall'ISAF)
- Gardez (guidato dagli USA)
- Kandahar (guidato dagli USA)
- Herat (guidato dall'Italia)
- Mazar-e-Sharif (guidato dalla Germania)
- Khost (guidato dagli USA)

## Gradi

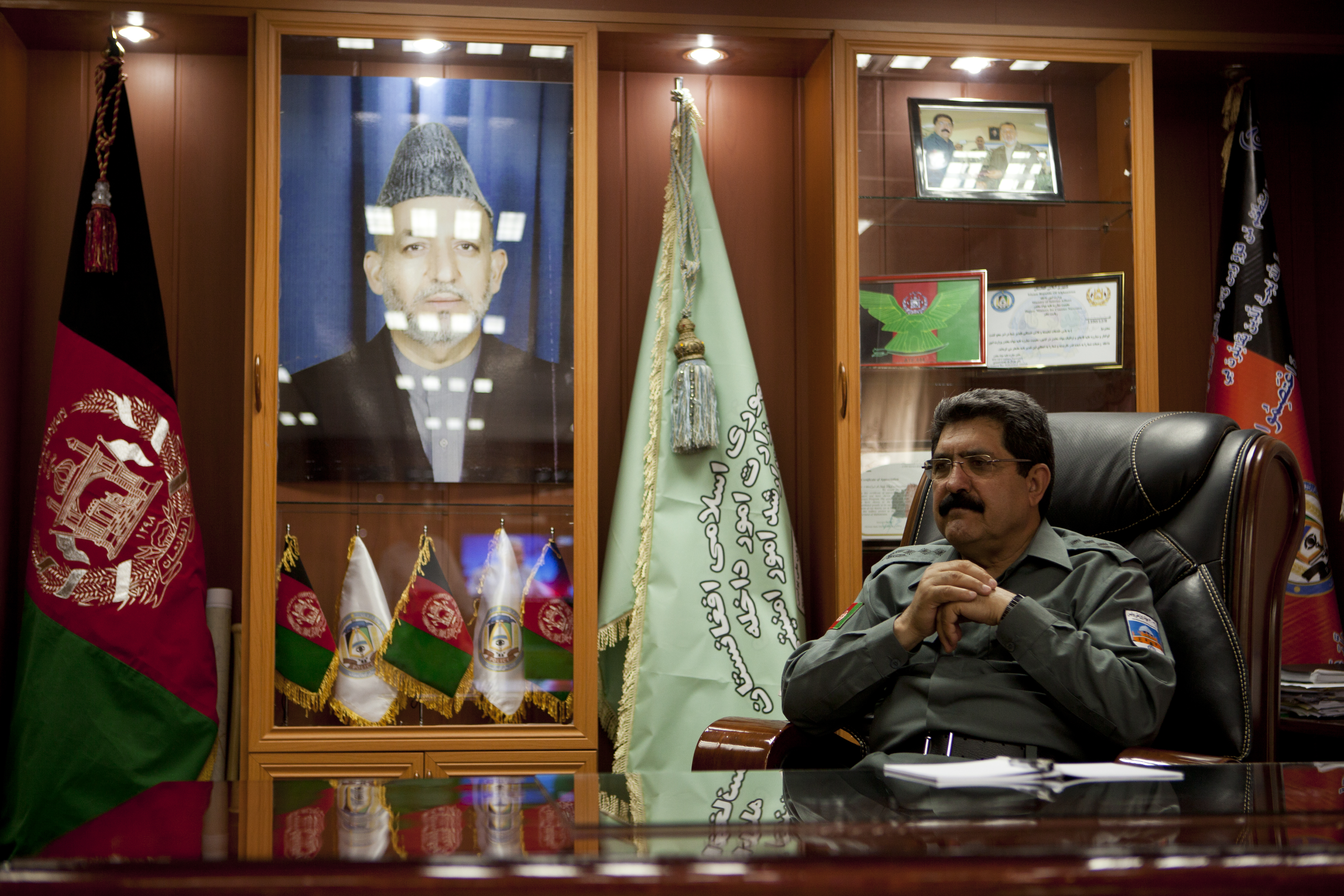
Col. Abdul Eliam, capo della polizia della provincia di Helmand.

### Ufficiali generali
- Tenente generale
- Maggior generale
- Brigadiere

### Ufficiali
- Colonnello
- Tenente colonnello
- Maggiore
- Capitano
- Primo tenente
- Tenente in seconda

### Arruolati
- Sergente
- Uomo di pattuglia

## Attrezzature

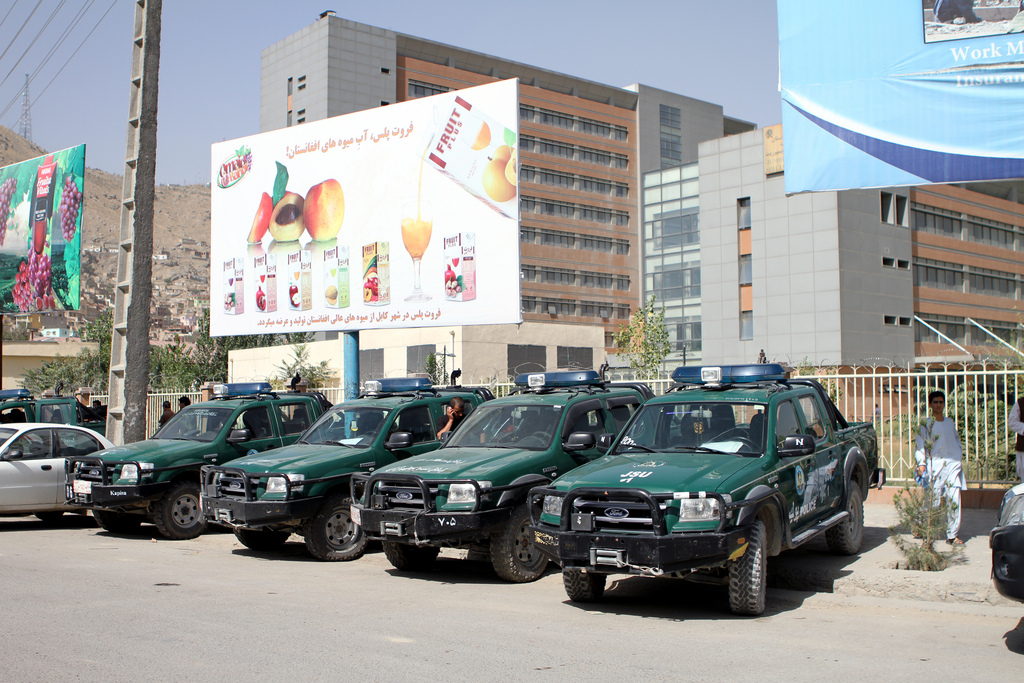
Ford Ranger dell'ANP

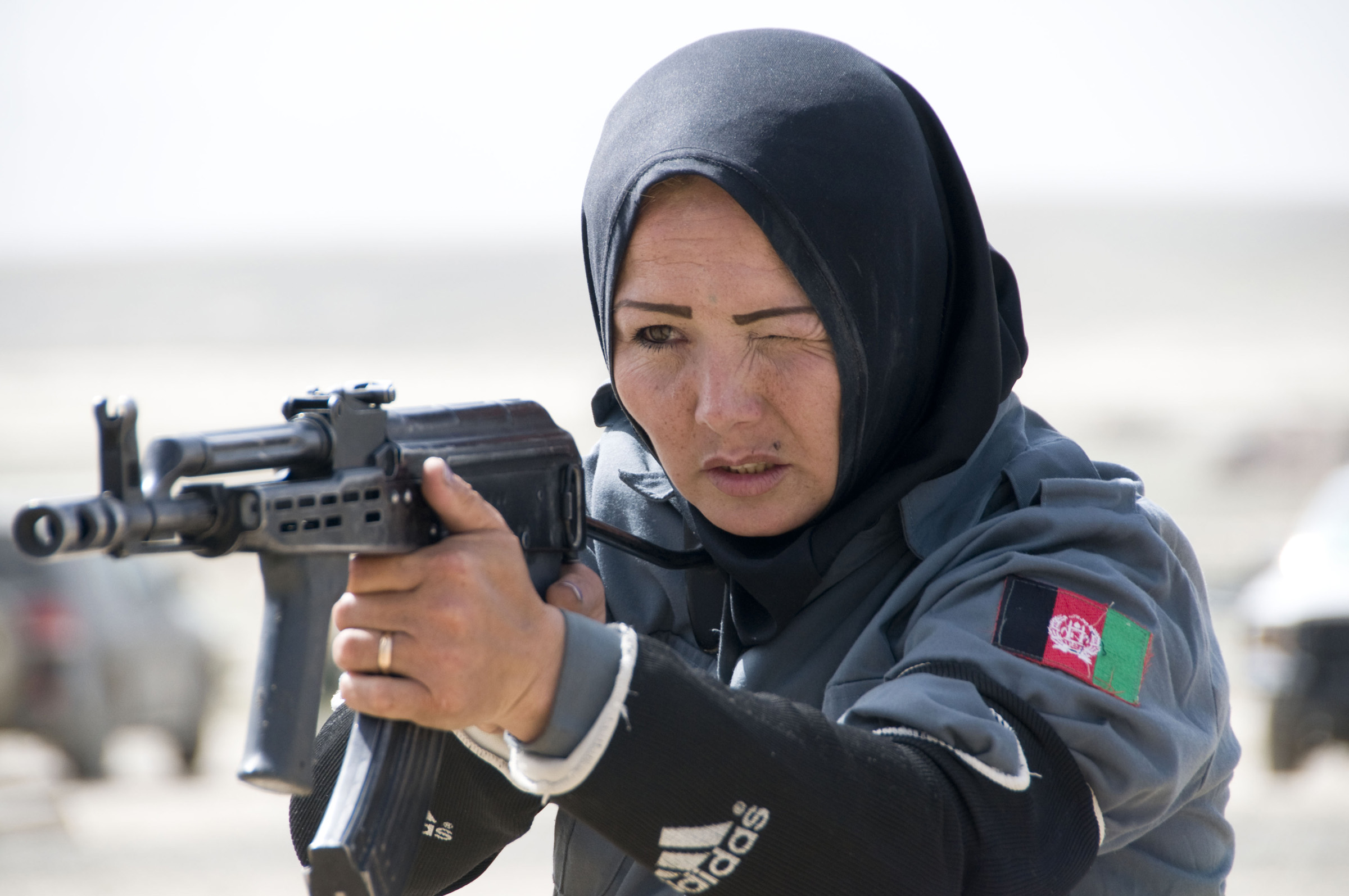
Una donna della polizia nazionale afghana si qualifica sul fucile AMD-65 durante la parte del programma di addestramento tattico del corso di formazione di base della polizia presso il Centro di addestramento militare di Kabul

Il veicolo principale dell'ANP era il Ford Ranger a quattro ruote motrici, diesel, a 4 porte (e Ranger SORV), fornito dagli Stati Uniti a migliaia. Altri veicoli sono gli Humvees, le varianti diesel del Nissan Frontiers, camioncini Toyota Hilux importati dalla Thailandia e Volkswagen Transporter T4, oltre a motociclette Yamaha donate dal Giappone. I veicoli più vecchi, come il veicolo fuoristrada UAZ-469, erano stati ottenuti dall'Unione Sovietica.

### Armi
- Pistola Makarov PM 9mm
- Pistola Smith & Wesson Sigma 9mm
- Fucile d'assalto AMD 65 7,62 mm
- Fucile d'assalto AKM 7,62 mm
- Fucile d'assalto Vz. 58 da 7,62 mm (non più in servizio)
- Lanciagranate GP-25 a colpo singolo da 40 mm (collegato all'AKM)
- Lanciagranate anticarro RPG-7

Nell'agosto 2010, venne effettuato un ordine per 2.526 Humvee M1152A1 con kit di armatura B2, per la polizia nazionale afghana e l'esercito.